# أليس هالدمان
أليس هالدمان (بالإنجليزية: Alice Haldeman) هي مصرفية أمريكية، ولدت في 5 يونيو 1853 في سيدارفيل في الولايات المتحدة، وتوفيت في 19 مارس 1915 بسبب ذات الرئة.